# Olympische Winterspiele 2006/Teilnehmer (Aserbaidschan)
| Gelbes Symbol für Goldmedaillen mit stilisierten Olympischen Ringen | Graues Symbol für Silbermedaillen mit stilisierten Olympischen Ringen | Braundes Symbol für Bronzemedaillen mit stilisierten Olympischen Ringen |
| ------------------------------------------------------------------- | --------------------------------------------------------------------- | ----------------------------------------------------------------------- |
| —                                                                   | —                                                                     | —                                                                       |

Aserbaidschan nahm an den Olympischen Winterspielen 2006 im italienischen Turin mit einer Delegation von zwei Athleten im Eiskunstlauf teil.

## Flaggenträger
Der Eiskunstläufer Igor Lukanin trug die Flagge Aserbaidschans während der Eröffnungsfeier.

## Teilnehmer nach Sportarten

### Eiskunstlauf
- Kristin Fraser und Igor Lukanin (aserbaidschanisch Kristin Freyzer und İqor Lukanin)
Eistanz: 19. – 148,24 Pkt.